# 鈴尾城
鈴尾城（すずおじょう）は、広島県安芸高田市福原にあった日本の城（山城）。別名福原城。「毛利元就誕生伝説地（鈴尾城跡）」として1940年（昭和15年）11月10日付で広島県指定史跡。

## 概要

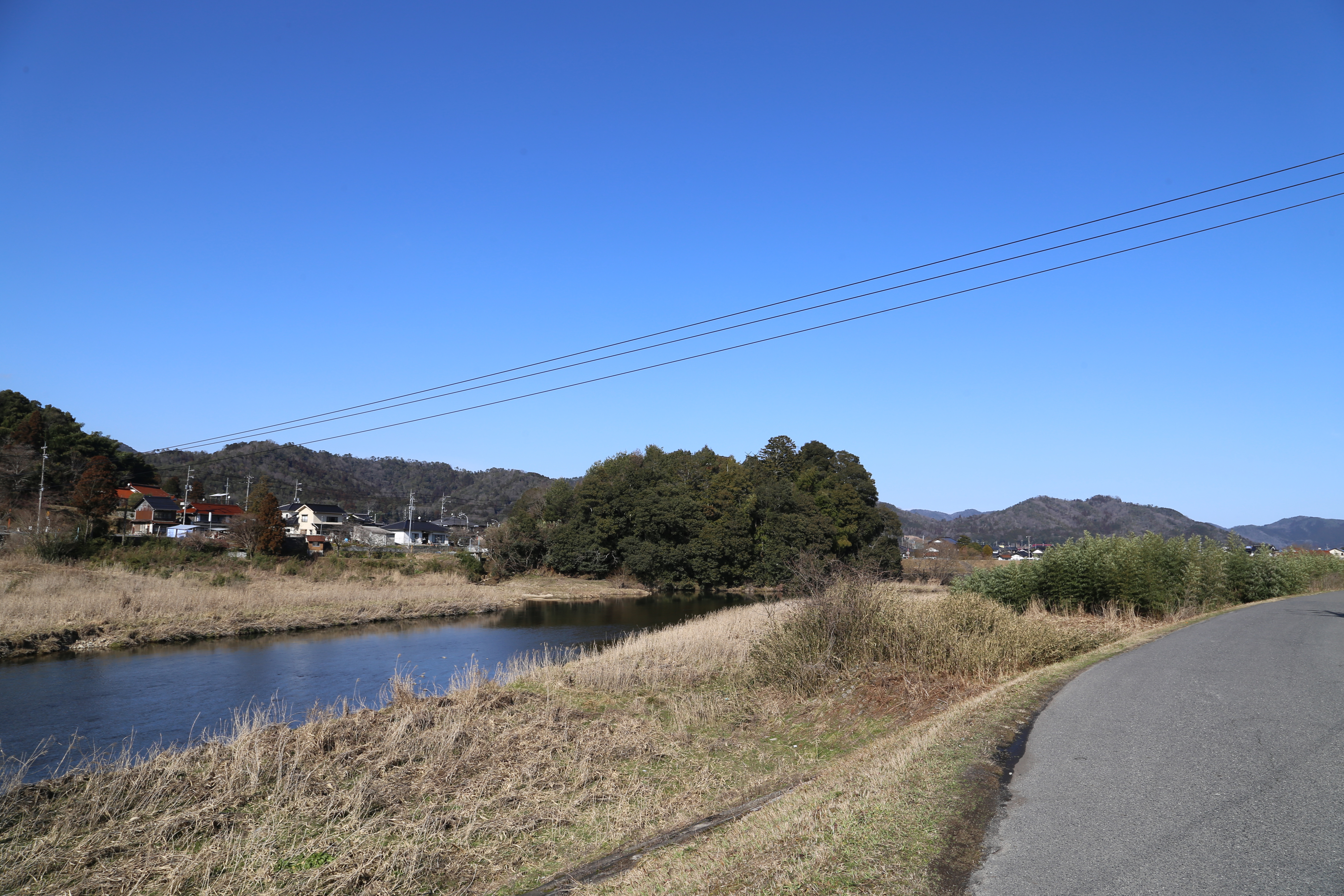
鈴尾城に隣接する宮の城（現・埃ノ宮神社）

鈴尾城は正面となる西側を江の川が流れ、それを天然の堀とし、比高110メートルの福原山の頂上より12段の曲輪を配した山城である。明応6年（1497年）に毛利元就が生まれたのも、この鈴尾城であったと言われており、城跡東部の居館があったとされる平坦地に「毛利元就誕生碑」が建てられている。

## 沿革
毛利元春の五男長井広世は備後国信敷荘の長井氏の養子となっていたが、後に安芸吉田へと戻った。そして南朝:天授7年/弘和元年/北朝:康暦3年/永徳元年（1381年）、広世は父よりこの内部庄福原の地を知行され、この地に鈴尾城を構え、福原を名字とした。その後代々福原氏の居城として使用された。
福原氏は毛利氏の重臣として活躍したが、慶長5年（1600年）の関ヶ原の戦いの敗北の結果、毛利氏の防長移封に従って廃城となった。
城跡の東約300メートルの山麓に福原氏の菩提寺・楞厳寺跡と福原氏歴代の墓所があり、福原貞俊や福原広俊らが眠っている。